# Владимирская площадь (Красноярск)
Влади́мирская пло́щадь — ныне несуществующая площадь Красноярска. 

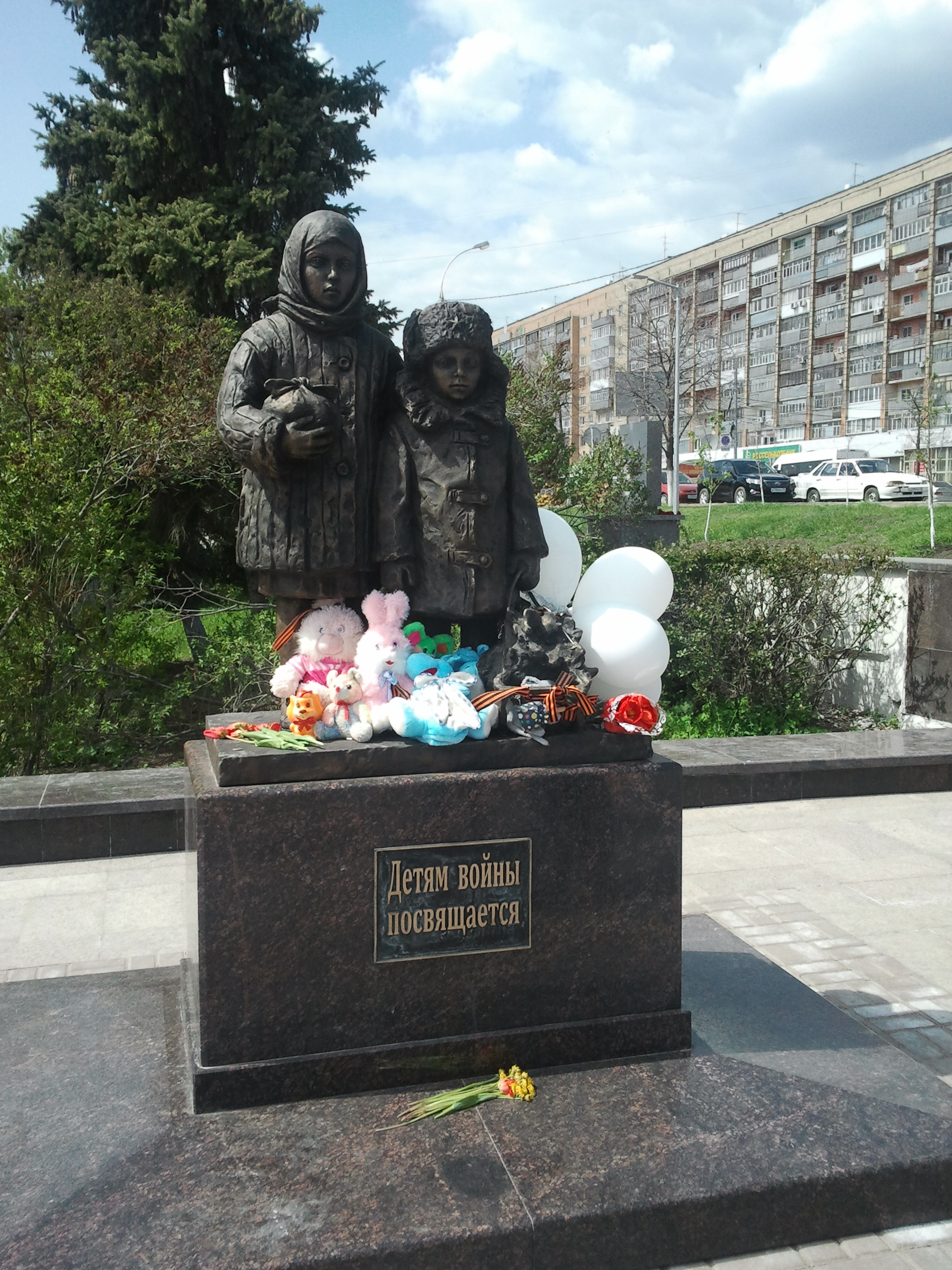
Памятник «Детям войны»

Владимирская площадь находилась на перекрёстке Воскресенской улицы (ныне проспект Мира) и Дубенского переулка (улица Парижской Коммуны).  
Площадь названа по названию Владимирского детского приюта для девочек. Владимирский детский приют был открыт в 1848 году — он стал первым детским приютом в Енисейской губернии. Приют размещался в двухэтажном доме коллежского советника Голубкова. При приюте находилось женское двухклассное училище. Переулок, на котором находился приют начал называться Владимирским (Приютским), а затем был переименован в переулок Дубенского.
В доме на площади снимал квартиру губернатор Енисейской губернии Л. К. Теляковский.
В двухэтажном здании на площади Василий Тимофеевич Гадалов устроил гостиницу (в верхнем этаже), в нижнем этаже – лавку сельхозинвентаря, чем создал неудобства тогдашнему губернатору Л. К. Теляковскому, их взаимные претензии разбирались в суде.  
В начале XX века на Владимирской площади был разбит сквер, который горожане называли «городской садик».
В 1921 году переулок Дубенского был переименован в улицу имени Парижской Коммуны. 
В 1935 году, для организации автобусного движения, городские улицы расширили и снесли два сквера: на Владимирской площади и на Покровской площади (у Покровской церкви).